# Сеїтов Якуб Маметович
Якуб Маметович Сеїтов (1902, Отаркой — не раніше 1956) — радянський державний діяч. Депутат Верховної Ради СРСР (1938—1946). Депутат Верховної Ради Кримської АРСР. Нарком охорони здоров'я Кримської АРСР (1938—1939). Член ВКП(б) (1927).

## Життєпис
Народився 1902 року в селі Отаркой Сімферопольського повіту Таврійської губернії, кримський татарин. У вісім років почав працювати чабаном у поміщика. Після двох років безпритульного життя, працював чорноробом і пастухом.
У роки громадянської війни в Росії — рядовий 3-го Міжнародного полку та кінного загону РСЧА (1919—1920). Потім працював вантажником, садовим робітником та завідувачем клубу Союзу медсанпраці. Навчався у Кримській обласній радянській партійній школі у Сімферополі (1926—1928). У 1927 році вступив до комуністичної партії. Працював пропагандистом Ялтинського райкому (1928—1929) та секретарем Союзмістранса (Союз місцевого транспорту) Кримської АРСР (1930). У 1931 році закінчив Вищу школу профруху ВЦРПС в Москві.
З 1931 по 1932 був членом президії Узбсовпрофа. З 1932 по 1933 — викладач та директор Ялтинського сільгоспрабфаку. Після цього перебував на партійній роботі. Працював завідувачем організаційно-інструкторського відділу Алуштинського райкому (1933—1934), заступником парторгу, завідувачем організаційно-інструкторського відділу парткому Державного металургійного заводу імені Войкова в Керчі (1934—1935), інструктором Кримського обкому (1935—1936).
1936 року призначений першим секретарем Євпаторійського райкому, а в 1937 — Судакського райкому.
В 1937 був обраний до Ради Національностей Верховної Ради СРСР 1-го скликання. Також був депутатом Верховної Ради Кримської АРСР.
З 1938 до 1939 року — нарком охорони здоров'я Кримської АРСР. Після чого був направлений на навчання до Всесоюзної промислової академії імен Сталіна (1939—1941). Із 1941 до 1942 року обіймав посаду першого секретаря Євпаторійського міськкому. У 1942 році направлений у розпорядженні Кримського обкому. У вересні 1942 року став першим секретарем Сари-Агачського райкому партії Південно-Казахстанської області.
В 1956 підписав лист колишніх партійних і радянських працівників Кримської області в ЦК КПУ про повернення кримськотатарського народу з депортації.